# Clas Bjerkander
Clas Bjerkander (23 de septiembre de 1735, Skara – 1 de agosto de 1795) fue un micólogo, meteorólogo, botánico, y entomólogo sueco.

## Biografía
Bjerkander fue pastor luterano, y estudió en la Universidad de Upsala.
Con Andreas Dahl escriben Svenska Topographiska Sällskapet i Skara ("Schwedische topographische Gesellschaft zu Skara", "Topografía de Suecia para la compañía Skara"); y, como único autor varios artículos cortos científicos sobre Microlepidoptera.

## Otras publicaciones
- Anmärkningar vid örternas utdunstning 1773

- Biens flora 1774

- Blomsteralmanach i Västergötland 1757-86

## Honores

### Eponimia
Género de hongo
- Bjerkandera P.Karst. 1879

Especies de hongo
- Pyralis bjerkandriana Mehlmotte

- La abreviatura «Bjerk.» se emplea para indicar a Clas Bjerkander como autoridad en la descripción y clasificación científica de los vegetales.[1]